# Aggressive Rockproduktionen
Aggressive Rockproduktionen (AGR) war ein deutsches Plattenlabel aus West-Berlin, das verschiedene sehr bekannte Punkbands unter Vertrag hatte.

## Geschichte
Das von Karl-Ulrich Walterbach gegründete Label startete 1980 mit dem Sampler Soundtracks zum Untergang, der eine recht große Verbreitung in der Punkszene erreichte. Mit Slime, Toxoplasma und Canal Terror nahm das Label bald einige Größen der damaligen Punkszene unter Vertrag und ab 1982 lizenzierte es US-amerikanische Punkbands wie Black Flag oder Hüsker Dü von SST Records.
Weiterhin erschienen Lizenzpressungen von den Misfits sowie von den britischen Punkformationen Anti-Nowhere League, Peter and the Test Tube Babies, Charged G.B.H., One Way System und English Dogs. Mit Stampede! von den Meteors erschien 1984 auch eine Psychobilly-Veröffentlichung als Lizenzpressung bei dem West-Berliner Label.
Nach der Underground Hits-Reihe 1982 und 1983 sowie dem DDR-Punk Sampler „DDR von unten“ 1983 wurde es dann stiller um das Label, das später hauptsächlich alte Platten wiederveröffentlichte. 2001 wurde es schließlich an Sanctuary Records verkauft.

## Bekannte Bands
- Aheads
- Middle Class Fantasies
- Beton Combo
- Sluts
- Slime
- Neurotic Arseholes
- Toxoplasma
- Canal Terror
- Daily Terror
- Notdurft
- Targets
- Boikottz
- Die Seuche
- Die Zusamm-Rottung

## Bekannte Sampler
- Soundtracks zum Untergang 1–3
- Underground Hits 1 & 2
- DDR von unten